# Тезджан Наимова
Тезджан Наимова е българска състезателка по лека атлетика, в дисциплината спринт. Родена на 1 май 1987 г. в Първомай.
С лека атлетика започва да се занимава на 10 години, като неин първи треньор е покойният Таньо Танев. Тренира при Стойко Цонов. През сезон 2005 е шампионка на България на 100 и 200 метра. Обявена за млад спортист №1 на Пловдив за 2005 г. Състезателка е на клуб „Локомотив 2004“ (Пловдив).
През 2006 г. печели 2 златни медала – на 100 и 200 метра, на световното първенство за юноши и девойки в Пекин.
През зимата на 2006 г. Наимова постига отлични резултати за възрастта си: на балканското първенство по лека атлетика в зала (Атина) постига резултат от 7,13 сек. за 60 метра, което я изпраща начело на световната ранглиста. На Европейското първенство по лека атлетика в зала в Гьотеборг чупи личния си рекорд и постига резултат от 7,10 сек.
за 60 метра и грабна златния медал.
Тезджан Наимова е дала положителна допинг проба за вещество, което обикновено се ползва в културизма. В пробата на спринтьорката от европейското първенство в зала през март е открито наличие на Дростанолон, а това е съставката на мастерон.
Доказаната употреба на стероидите води до 2-годишно спиране на състезателни права. В случая на Наимова това може да доведе до доживотно наказание, тъй като тя вече има санкция за манипулиране на допинг проба.
На 23 октомври 2013 г. Наимова получава доживотна забрана да се състезава.

## Спортни успехи
- Шампионка на 200 метра на България за 2005 година и на 100 метра за 2006 година
- Национална и балканска шампионка в зала на 60 метра за 2006 година
- Първа на купа на Европа на 200 метра и втора на 100 метра през 2006 година
- Четвърта на 100 метра на Европейското първенство за девойки старша възраст в Каунас, седма на 200 метра
- Седма на 200 метра на световното първенство за девойки в Гросето 2004 14-а на 60 метра на световното първенство в зала в Москва, 2006
- Златен медал на 100 метра гладко бягане на световното първенство за юноши и девойки в Пекин
- Златен медал на 200 метра гладко бягане на световното първенство за юноши и девойки в Пекин
- Шампионка на 200 метра на Балканиадата през 2007
- Шампионка на 100 метра на Балканиадата през 2007 с време 11 секунди и 10 стотни